# Nights Like These (album)
Nights Like These is een studioalbum van de Amerikaanse rapper Phora. Het album werd uitgebracht op 9 december 2014, een dag eerder dan gepland, onder zijn eigen label Yours Truly Records. Op het album komen een gastoptreden voor van Dru Fox, Dizzy Wright en Versailles the Everything. 

## Tracklist
| Nr. | Titel                                          | Duur |
| --- | ---------------------------------------------- | ---- |
| 1.  | Late Nights in the City                        | 4:34 |
| 2.  | Roll Witchu (met Dizzy Wright)                 | 3:57 |
| 3.  | Breaking My Heart (met Dru Fox)                | 3:24 |
| 4.  | NightOwls                                      | 2:29 |
| 5.  | Girl                                           | 4:31 |
| 6.  | The Way We Are (met Versailles the Everything) | 5:05 |
| 7.  | Stay True                                      | 4:10 |